# 新源镇 (新源县)
新源镇，是中华人民共和国新疆维吾尔自治区伊犁哈萨克自治州新源县下辖的一个乡镇级行政单位。

## 行政区划
新源镇下辖以下地区：
新源县幸福路社区、新源县劳动街社区、新源县光明路社区、新源县天山街社区、别斯托别村、托海村、团结村、恰普河阿吾孜村、库尔赛村和玉什布拉克村。